# Американські удари по іранських ядерних об'єктах
Удар США по Ірану (2025) — військова операція, проведена повітряними та морськими силами США під кодовою назвою «Опівнічний молот» (англ. Midnight Hammer) 22 червня 2025 року на території Ірану.

## Перебіг подій
ВПС та ВМС США завдали ударів по низці іранських ядерних об'єктів: Фордо, Натанз та Ісфаханський центр ядерних досліджень — ключових центрах зі збагачення урану в Ірані.
Удар здійснено із застосуванням шести 30 000-фунтових бомб GBU-57, скинутих стелс-бомбардувальниками B-2 Spirit, а також ~30 ракет «Томагавк», випущених із підводних човнів.
Операція відбулася на тлі ізраїльського вторгнення до Ірану, розпочатого 13 червня, та у відповідь на попередні удари Ірану по Ізраїлю.
Президент США Трамп оголосив місію успішною.

## Відповідь Ірану
23 червня 2025 року Іран завдав ракетного удару по американській військовій базі «Аль-Удейд» у Катарі, випустивши шість ракет та оголосивши про початок операції «Добра звістка про перемогу». Іран попередив владу Катару про підготовку удару. Білий дім заявив, що базу було заздалегідь евакуйовано, тому удар не спричинив руйнувань або жертв.

## Реакція

### США
Республіканці в Конгресі в основному підтримали дії Трампа, більшість демократів і деякі республіканці висловили занепокоєння щодо конституційності цього кроку.

### Іран
Міністр МЗС Ірану Аббас Аракчі засудив удари, як порушення Статуту ООН, заявивши, що Іран лишає за собою всі варіанти для відповіді.
Організація з атомної енергії Ірану (AEOI) назвала атаки США «варварським актом, що порушує міжнародне право, особливо Договір про нерозповсюдження ядерної зброї», і заявила, що планує домагатися справедливості в міжнародному суді та продовжувати свою ядерну програму. AEOI заявила в публікації в соціальних мережах, що дані радіаційної системи та польові дослідження не показують жодних ознак забруднення або небезпеки для мешканців поблизу об'єктів у Фордо, Ісфахані та Натанзі.
Збройні сили Ірану оголосили, що траєкторії польоту літаків були ідентифіковані і перебувають під спостереженням. Вони заявили, що атаки на Ізраїль і руйнування його інфраструктури будуть продовжуватися з новою силою.

### Ізраїль
Прем'єр-міністр Беньямін Нетаньяху привітав Трампа, заявивши, що його «сміливе рішення» нанести удар по іранських ядерних об'єктах «справедливою і грізною силою США» стане «історичним поворотом», і сказав, що Трамп «зробив те, що не могла зробити жодна інша країна на землі. Історія зафіксує, що президент Трамп вжив заходів, щоб позбавити найнебезпечніший режим у світі найнебезпечнішої зброї».
Міністр оборони Ізраїлю Йоав Галант сказав, що Трамп прийняв «сміливе рішення для США, для Ізраїлю, для всього людства». Президент Іцхак Герцоґ написав: «На сторінках історії людства це момент, коли перемогли принципи свободи, відповідальності та безпеки».

### Україна
МЗС України підтримує удари США та наголошує на необхідності припинення іранської ядерної програми, яка загрожує безпеці Близького Сходу і світу. За даними України, Іранський режим надає військову допомогу Росії, постачаючи БПЛА та технології для ведення війни.

## Наслідки
У відповідь на удар США, Іран провів операцію «Добра звістка Перемоги», атакувавши американські військові бази в Кувейті, Катарі, Бахрейні та Іраку, розпочату Іраном 23 червня 2025 року. Зокрема, булозавдано ударів по американській авіабазі Аль-Удейд шістьма балістичними ракетами.